# Zespół mieszkalno-usługowy przy pl. Grunwaldzkim we Wrocławiu
Zespół budynków mieszkalno-usługowych przy pl. Grunwaldzkim 4-20 i ul. Marii Curie-Skłodowskiej 15 – zbiór sześciu budynków mieszkalnych i trzech pawilonów handlowo-usługowych na placu Grunwaldzkim we Wrocławiu, zaprojektowanych w latach 1967–1970 przez Jadwigę Grabowską-Hawrylak. Budowany był w latach 1970–1973 przez Wrocławskie Przedsiębiorstwo Budownictwa Ogólnego, a budynki mieszkalne oddawano do użytku w latach 1976–1978. Przez wrocławian nazywany Wrocławskim Manhattanem, Bunkrowcami lub Sedesowcami.

## Historia
Na kompleks składa się sześć wieżowców o wysokości 55 metrów (16 pięter) oraz pawilony handlowe unoszące się nad ziemią na słupach z żelazobetonu (fr. pilotis). Projekt zakładał wybudowanie wieżowców z białego betonu, wykończonych egzotycznym drewnem przy balkonach, z roślinnością pnącą w zaokrąglonych wnękach elewacji i trawiastymi dachami pawilonów handlowych. Według architektki całość miała nadawać inwestycji klimat śródziemnomorski. Zespół budynków został zaprojektowany na betonowej platformie, a teren pod budowę wzmocniono 240 palami. Podczas realizacji projekt okrojono w celu obniżenia kosztów przez zastosowanie niskiej jakości materiałów budowlanych, a sprzyjało temu przejęcie go od miasta przez spółdzielnię mieszkaniową. Pierwotny projekt zakładał wyposażenie klatek schodowych w okna, ale tego nie zrealizowano przez co są ciemne z powodu nacisku inwestora na zbudowanie większej ilości małych pokoi w budynkach. W ramach oszczędności elewacje pozostały niewykończone. Przed remontem widoczny był beton z wystającymi żelaznymi prętami oraz plamy farby pozostałe po budowie. Architektce Jadwidze Grabowskiej-Hawrylak udało się zrealizować tarasy widokowe ze świetlicami wyposażonymi w łazienki na dachach płaskich wszystkich bloków mieszkalnych na placu Grunwaldzkim. Zdaniem architektki „przeznaczone do zazielenienia tarasy z pomieszczeniami sanitarnymi i natryskami” na dachach, powstały „w celu zrekompensowania
braku terenów rekreacyjnych” na osiedlu. Balkony pokryła cegłą klinkierową, natomiast do budowy bloków użyła prefabrykatów betonowych o nietypowej, bo „opływowej formie architektonicznej”. Decyzją architektki do wykończenia stolarki okiennej celowo nie użyto typowej wówczas białej farby olejnej, ale zupełnie inny, bo ciemny odcień kolorystyczny lepiej pasujący do rzeźby elewacji.
Wszystkie budynki zaprojektowano do wykonania z oryginalnego białego betonu, ale nie zrealizowano tego zamierzenia poprzez ostateczne zastosowanie najtańszego wówczas betonu w kolorze szarym. Po prawie pół wieku czasu powrócono do pomysłu autorki osiedla i otynkowano wszystkie bloki mieszkalne na biało przy okazji ich remontu w 2015. Tylko jeden blok mieszkalny z sześciu został wyposażony po remoncie w oryginalne okrągłe okna z okrągłymi szybami bez szprosów zamiast krytykowanych od lat przez mieszkańców okrągłych, pustych betonowych otworów, w których zbierała się wilgoć i brud.
W 1973 Janusz Kondratiuk nakręcił tu telewizyjny film Pies pokazujący osiedle w budowie. W 1974 wyprodukowano film Karuzela.
Kompleks na pl. Grunwaldzkim jest wpisany do rejestru zabytków województwa dolnośląskiego.

## Galeria

### Architektura

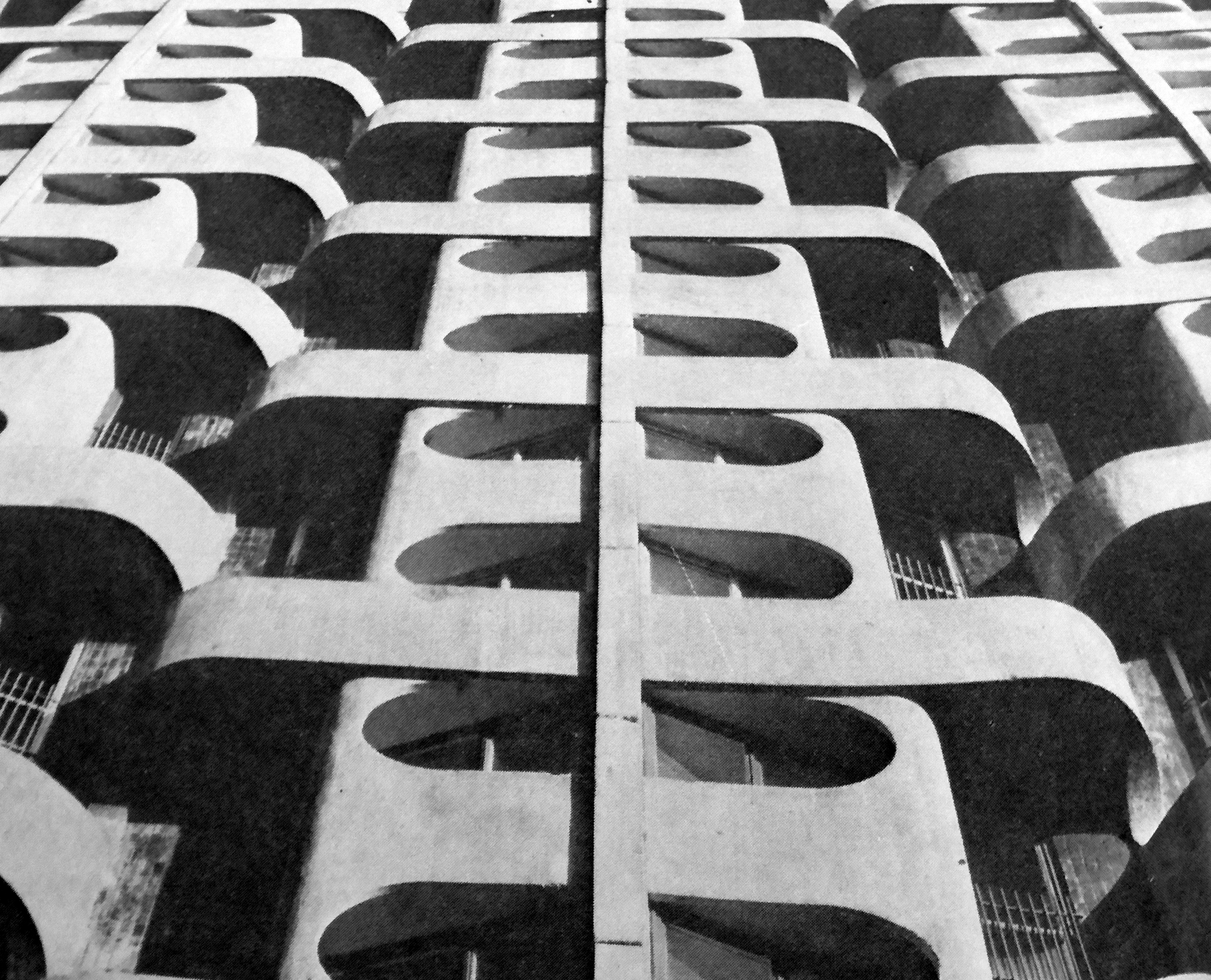
Elewacja jednego z wieżowców niedługo po wybudowaniu, 1977
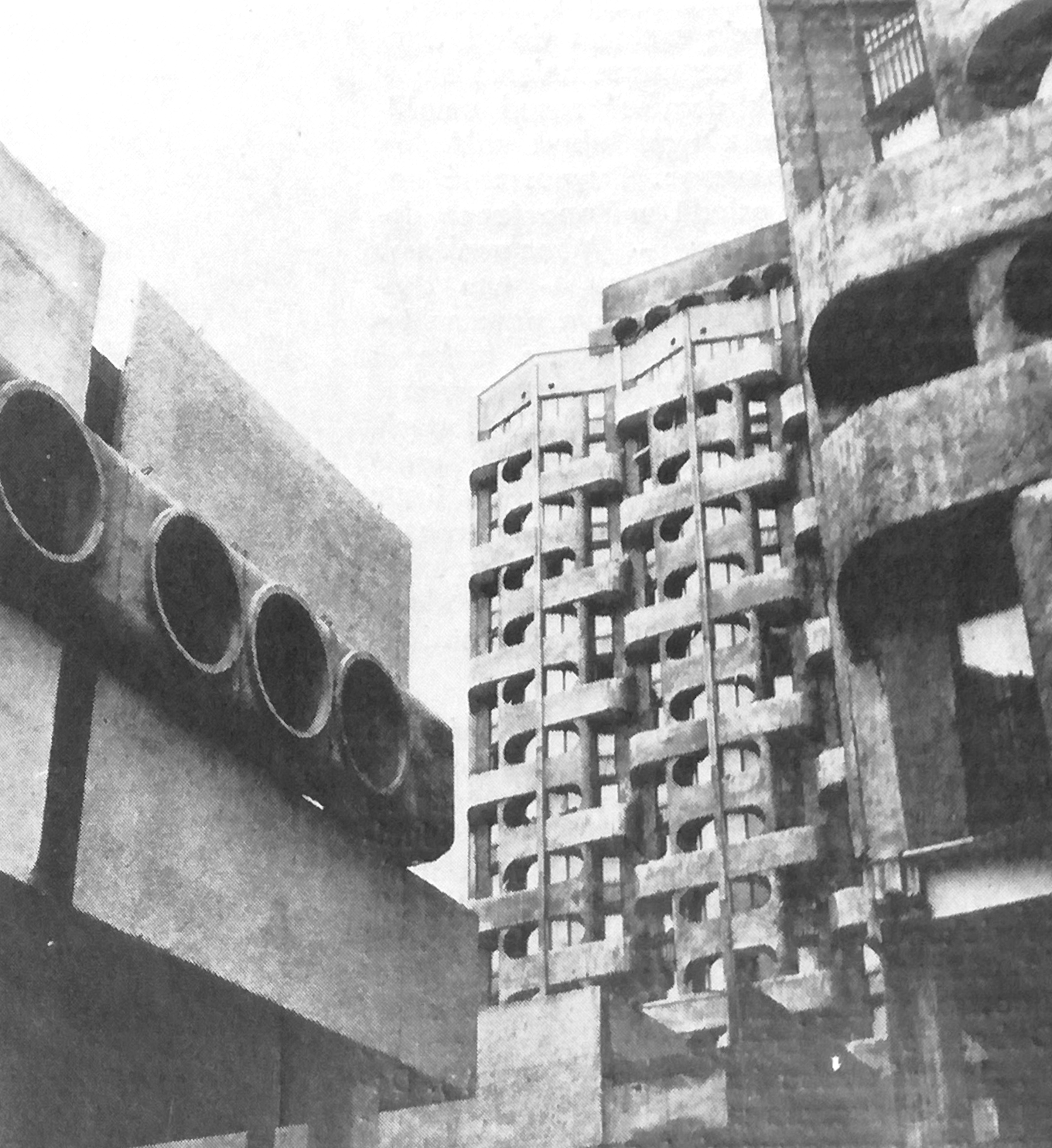
Wieżowiec i pawilony przyziemne, 1977
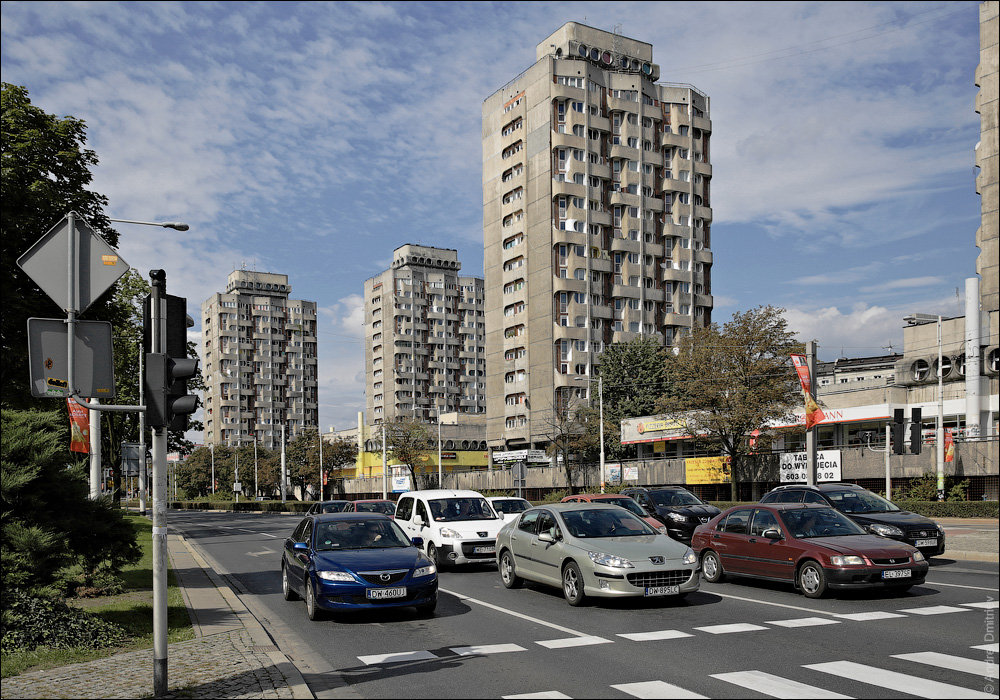
Kompleks przed remontem widziany od strony pl. Grunwaldzkiego, 2014
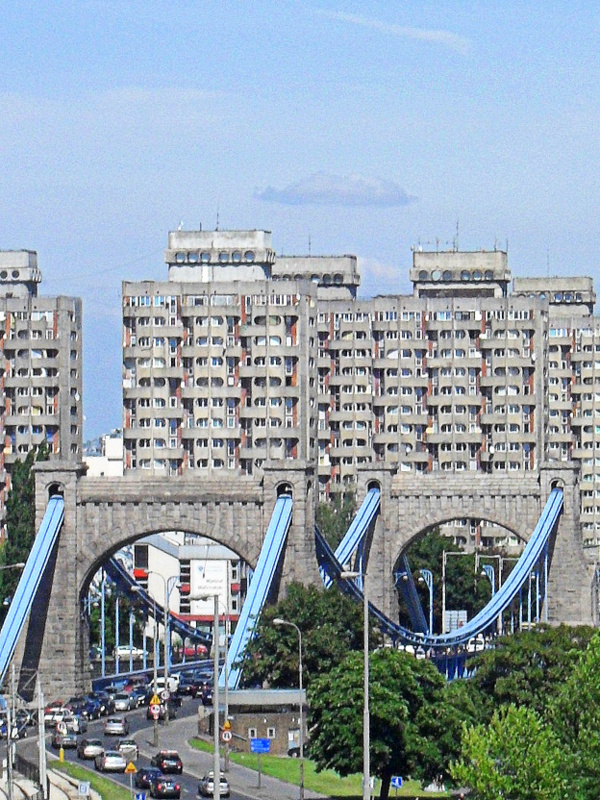
Kompleks przed remontem widziany od strony mostu Grunwaldzkiego, 2011
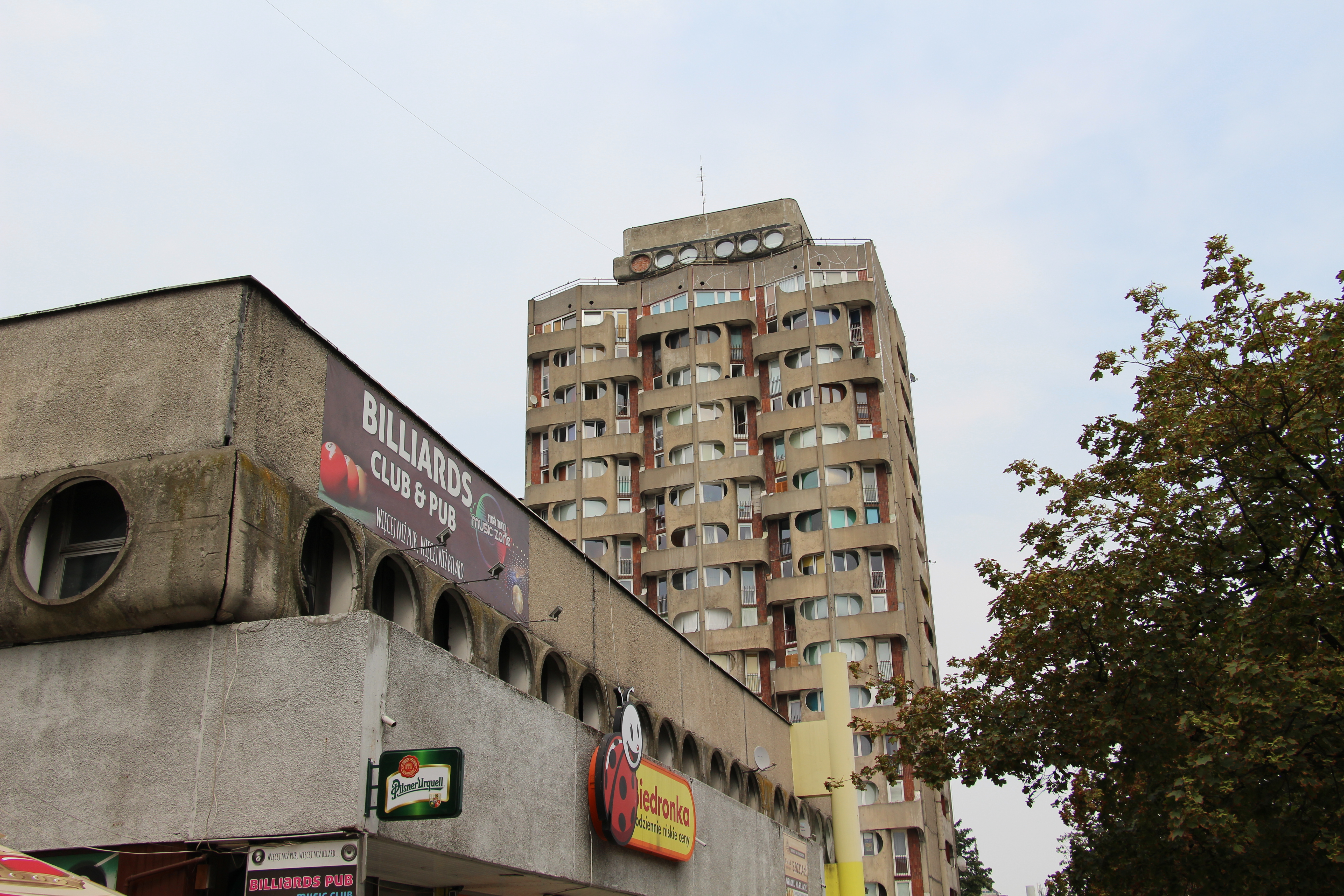
Elewacje kompleksu w 2015, widać charakterystyczne połączenie cegły z betonem na elewacji
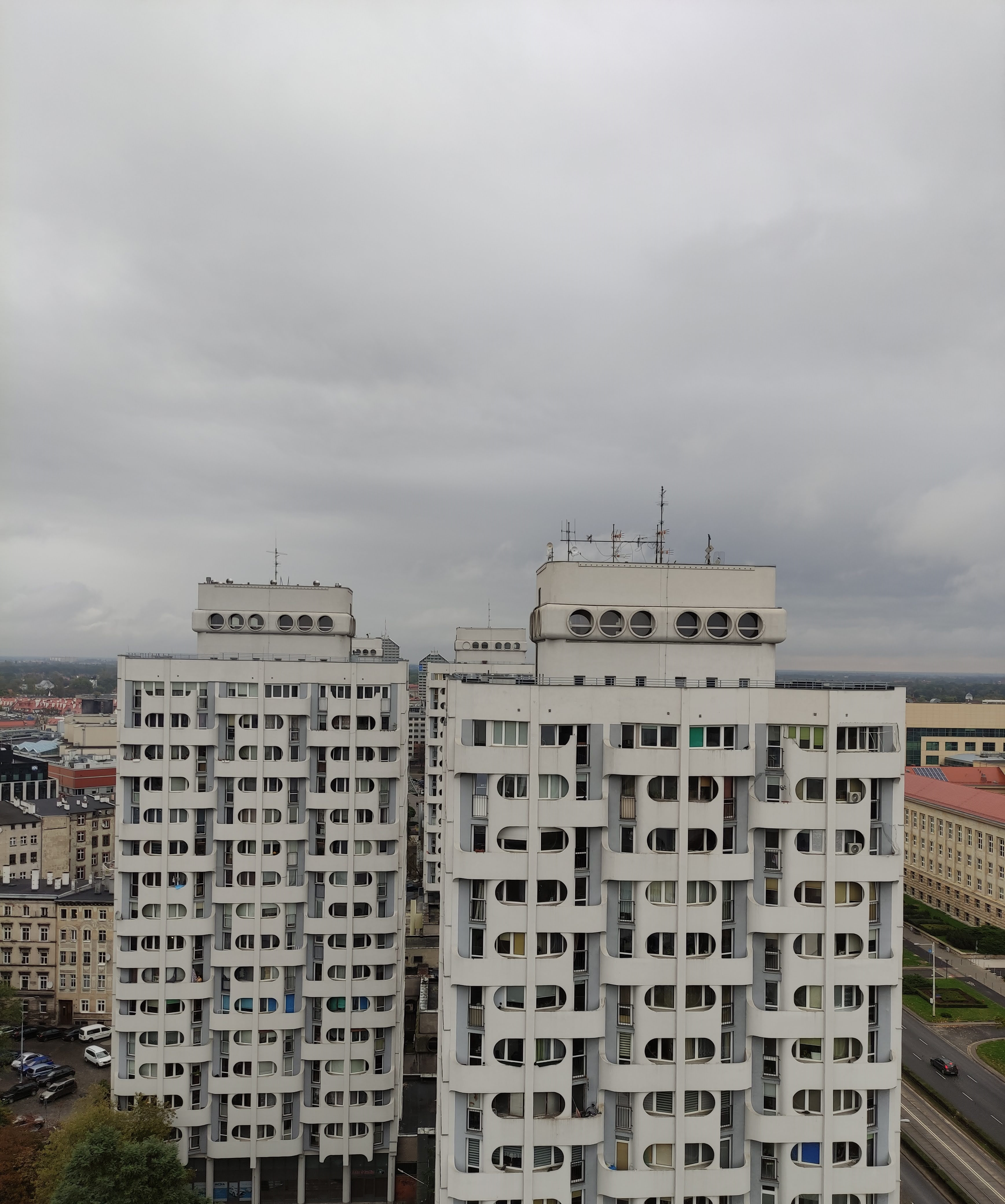
Odremontowane wieżowce kompleksu w 2020, bez cegły, z betonem pomalowanym na biało
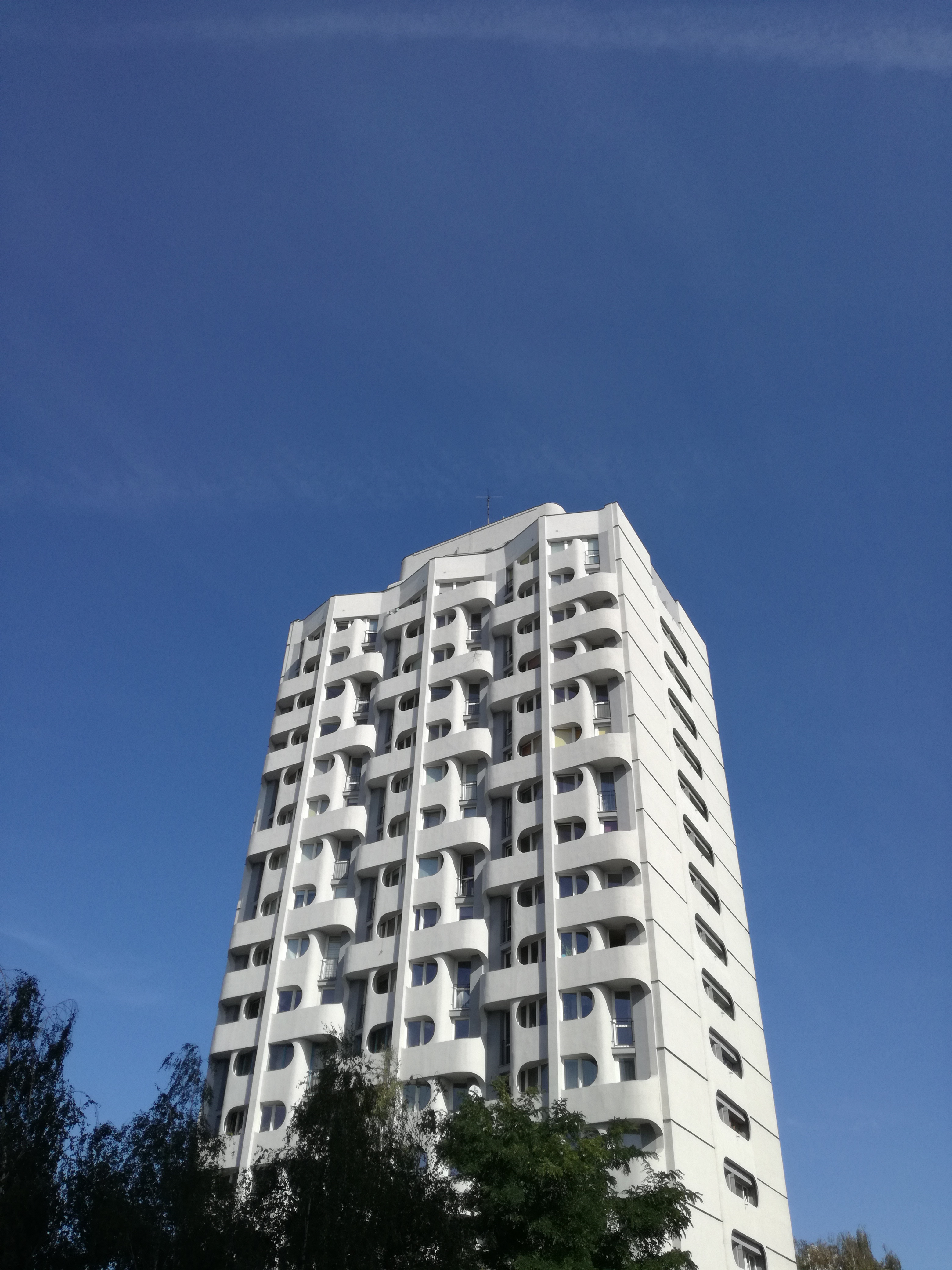
Jeden z wieżowców z wyremontowaną elewacją
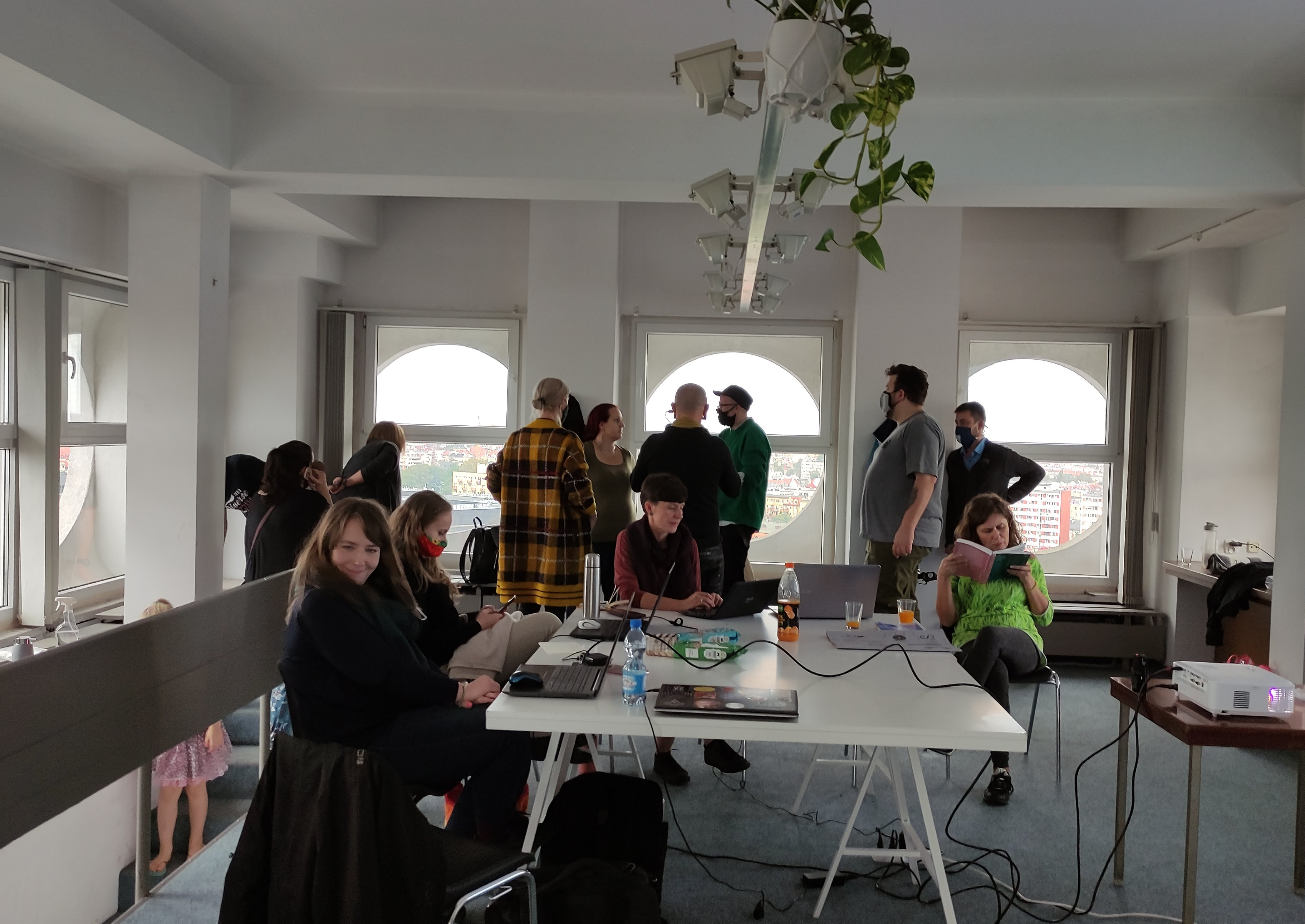
Wnętrze dwupoziomowej świetlicy z łazienką na dachu płaskim będącym „przeznaczonym do zazielenienia tarasem” rekreacyjnym bloku mieszkalnego[8].

### Panoramy

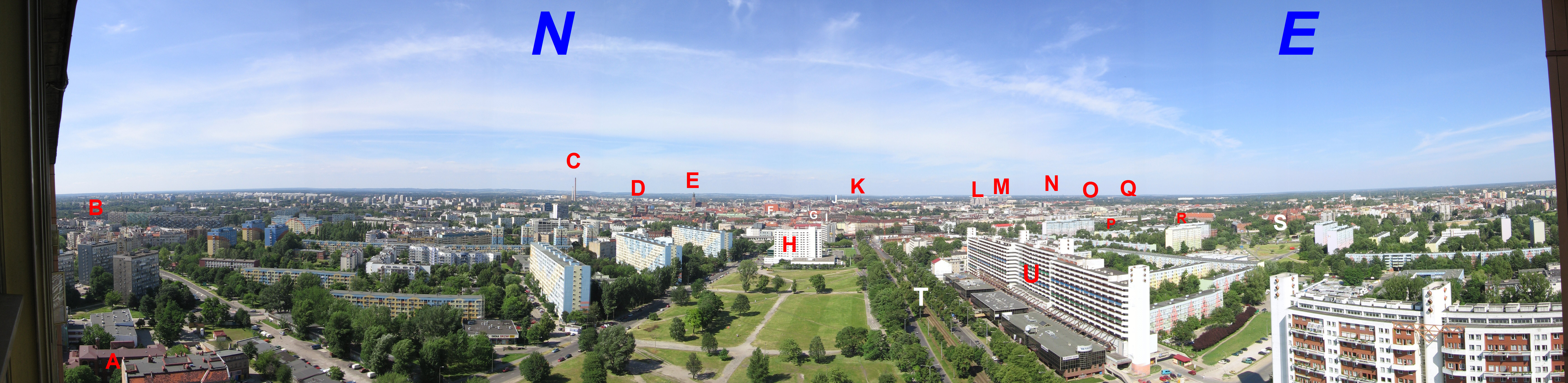
Wieżowce w panoramie miasta (oznaczone literą L)
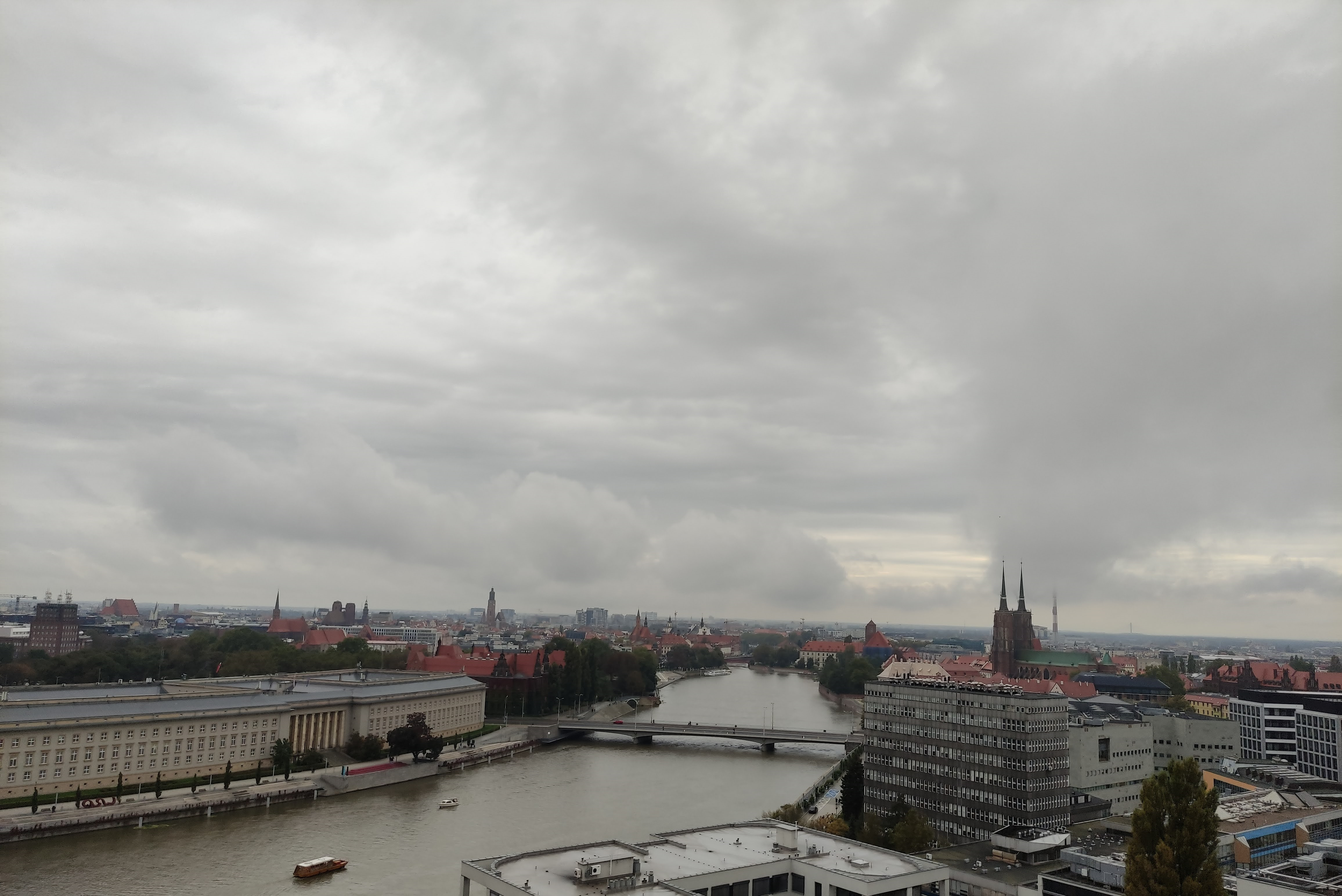
Widok na zachód Wrocławia z tarasu widokowego jednego z wieżowców
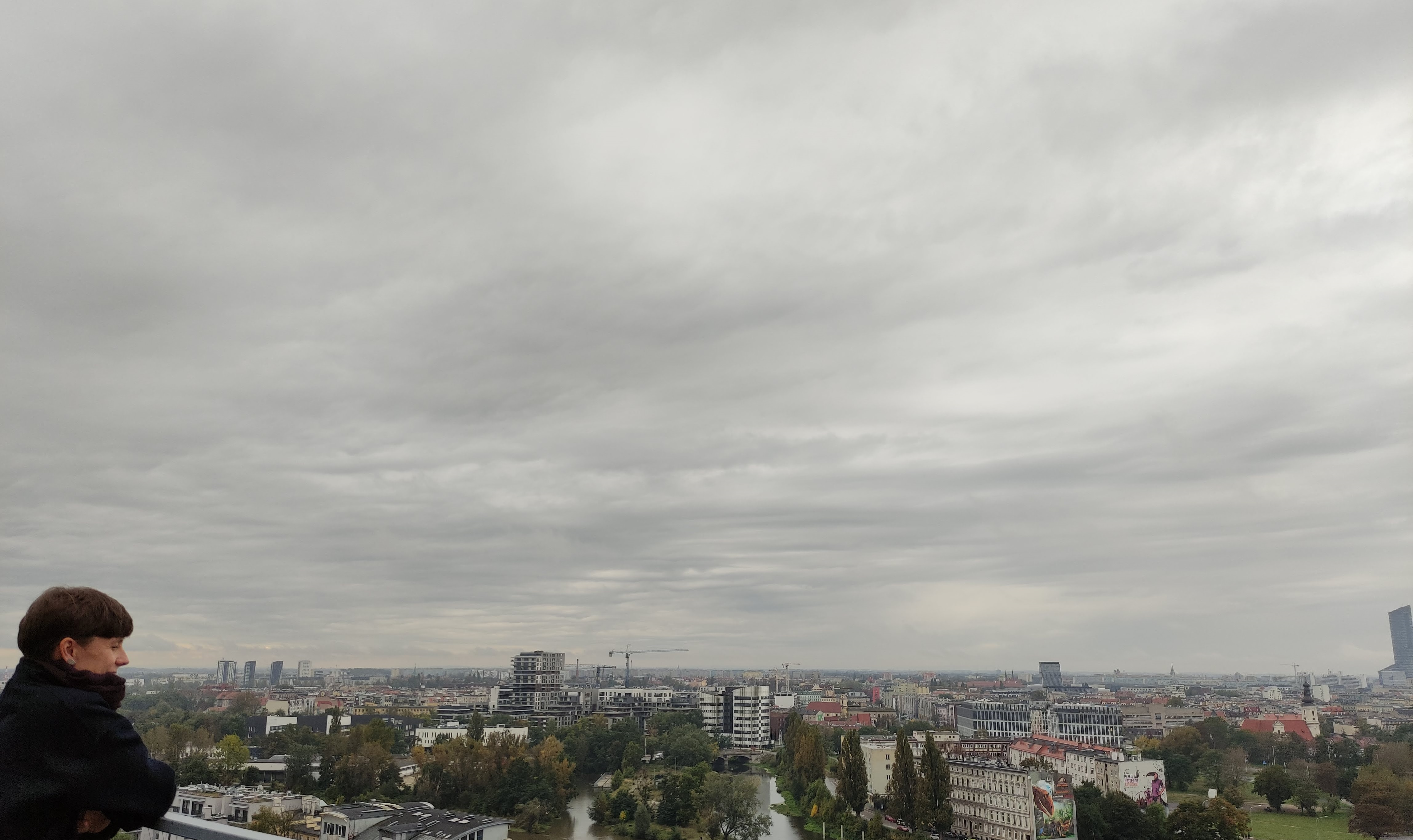
Widok na południe Wrocławia z tarasu widokowego jednego z wieżowców